# Nagata (metropolitana di Kobe)
Nagata (長田駅?, Nagata-eki) è una stazione ferroviaria situata nel quartiere di Nagata-ku di Kōbe, nella prefettura di Hyōgo. Si trova lungo la linea Seishin-Yamate della metropolitana di Kōbe, ed è soprannominata Nagata Jinja-mae (長田神社前駅?, Nagata Jinja-mae-eki). La stazione è direttamente collegata con quella di Kōsoku Nagata.

## Linee
Metropolitana di Kōbe
 Linea Seishin-Yamate (S08)

## Caratteristiche
La stazione è costituita da un mezzanino situato al primo piano interrato, e quindi da un marciapiede a isola con due binari passanti al secondo piano sotterraneo.
| 1 | Linea Seishin-Yamate |  | per Sannomiya, Shin-Kōbe e Tanigami |
| 2 | Linea Seishin-Yamate |  | per Myōdani e Seishin-Chūō          |

## Stazioni adiacenti
| «                    | Servizio             | »                    |
| Linea Seishin-Yamate | Linea Seishin-Yamate | Linea Seishin-Yamate |
| -------------------- | -------------------- | -------------------- |
| Kamisawa             | -                    | Shin-Nagata          |